# على ابن رحاب
.
نور الدين علي بن رحاب كان مغنيًا ومنشدًا مصريًا شهيرًا خلال العصر المملوكي. عاش في فترة حكم السلطان قايتباي وابنه الناصر محمد بن قايتباي، وشهد العديد من الاضطرابات السياسية. كان يتمتع بشهرة واسعة بسبب عذوبة صوته وأغانيه الشهيرة.

## سبب شهرته
رغم مكانته الفنية، لم يكتفِ علي بن رحاب بدوره كمغنٍ، بل دخل في السياسة أيضًا. كان يناصر الأمير الثائر أقبردي الدوادار، الذي حاول القيام بانقلاب عسكري ضد السلطان. خلال هذه الفترة، ألف ابن رحاب أغاني تسخر من بعض الأمراء الموالين للسلطان، مما أثار غضبهم

بعد فشل انقلاب أقبردي وهروبه إلى الشام، قبض الأمير طومان باى الدوادار الجديد على المغنى ابن رحاب سنة ٩٠٤ هـ / ١٤٩٨ ،وتعرض للتعذيب وأجبر على التجريس، حيث جُرد من ملابسه وجُرِس على ظهر حمار في شوارع القاهرة كعبرة للآخرين.

## وفاته
هذه الأحداث أدت إلى انهيار ابن رحاب نفسيًا وجسديًا، وذكر المؤرخ ابن إياس أنه توفي بعد عام من هذه الواقعة، لكن لم يتم تحديد سبب وفاته بالضبط، سواء كان بسبب التعذيب أو الاكتئاب.
تحت قبة مدرسة وجامع السلطان حسن، التي شهدت أحداث فتنة أقبردي، يمكن للزوار تخيل صوت علي بن رحاب وهو يغني ويدافع عن آرائه السياسية، مُخلداً ذكراه كفنان لم يكتفِ بالتسلية بل حاول أن يكون له رأي مستقل في زمن كان فيه ذلك خطيرًا.